# Jaap Geurtjens
Jaap Geurtjens (Horst, 9 augustus 1974) is een voormalig Nederlands voetballer die tijdens zijn profloopbaan uitsluitend voor VVV uitkwam.
Geurtjens doorliep de jeugdopleiding van VVV. Daar debuteerde hij in het eerste elftal tijdens de nacompetitie van het seizoen 1993-94 waarna de Venlose club uiteindelijk uit de eredivisie degradeerde. Zijn competitiedebuut namens VVV maakte hij een seizoen later, op 11 maart 1995 in de thuiswedstrijd tegen AZ (0-4). De linksback, die ook inzetbaar was als linkshalf, verliet VVV in 1996. Hij vertrok naar de Duitse amateurclub ASV Einigkeit Süchteln.

## Statistieken
| Seizoen         | Club            | Competitie      | Competitie | Competitie | Beker | Beker | Nacompetitie | Nacompetitie | Totaal | Totaal |
| Seizoen         | Club            | Competitie      | Wed.       | Dlp.       | Wed.  | Dlp.  | Wed.         | Dlp.         | Wed.   | Dlp.   |
| --------------- | --------------- | --------------- | ---------- | ---------- | ----- | ----- | ------------ | ------------ | ------ | ------ |
| 1993/94         | VVV             | Eredivisie      | 0          | 0          | 0     | 0     | 2            | 0            | 2      | 0      |
| 1994/95         | VVV             | Eerste divisie  | 1          | 0          | 0     | 0     | 0            | 0            | 1      | 0      |
| 1995/96         | VVV             | Eerste divisie  | 18         | 0          | 4     | 0     | 0            | 0            | 22     | 0      |
| Carrière totaal | Carrière totaal | Carrière totaal | 19         | 0          | 4     | 0     | 2            | 0            | 25     | 0      |